# Saturnia witzmanni
Saturnia witzmanni är en fjärilsart som beskrevs av Gschwandner. 1919. Saturnia witzmanni ingår i släktet Saturnia och familjen påfågelsspinnare. Inga underarter finns listade.